# Builth Wells
Builth Wells (kymriska: Llanfair-ym-Muallt) är en stad och community (officiellt namn Builth) i Storbritannien. Den ligger i kommunen Powys och Wales, 230 km väster om London. Antalet invånare i communityn Builth är 2 568. Builth Castle uppfördes på medeltiden. 